# Volkswagen T-Roc Concept
Volkswagen T-Roc – samochód koncepcyjny niemieckiego koncernu Volkswagen zaprezentowany podczas targów motoryzacyjnych w Genewie w 2014 roku. Auto jest połączeniem SUV-a z kabrioletem i zostało stworzone by pokazać, jak w przyszłości będą wyglądać samochody typu SUV marki Volkswagen. Samochód zbudowano na bazie płyty podłogowej MQB.

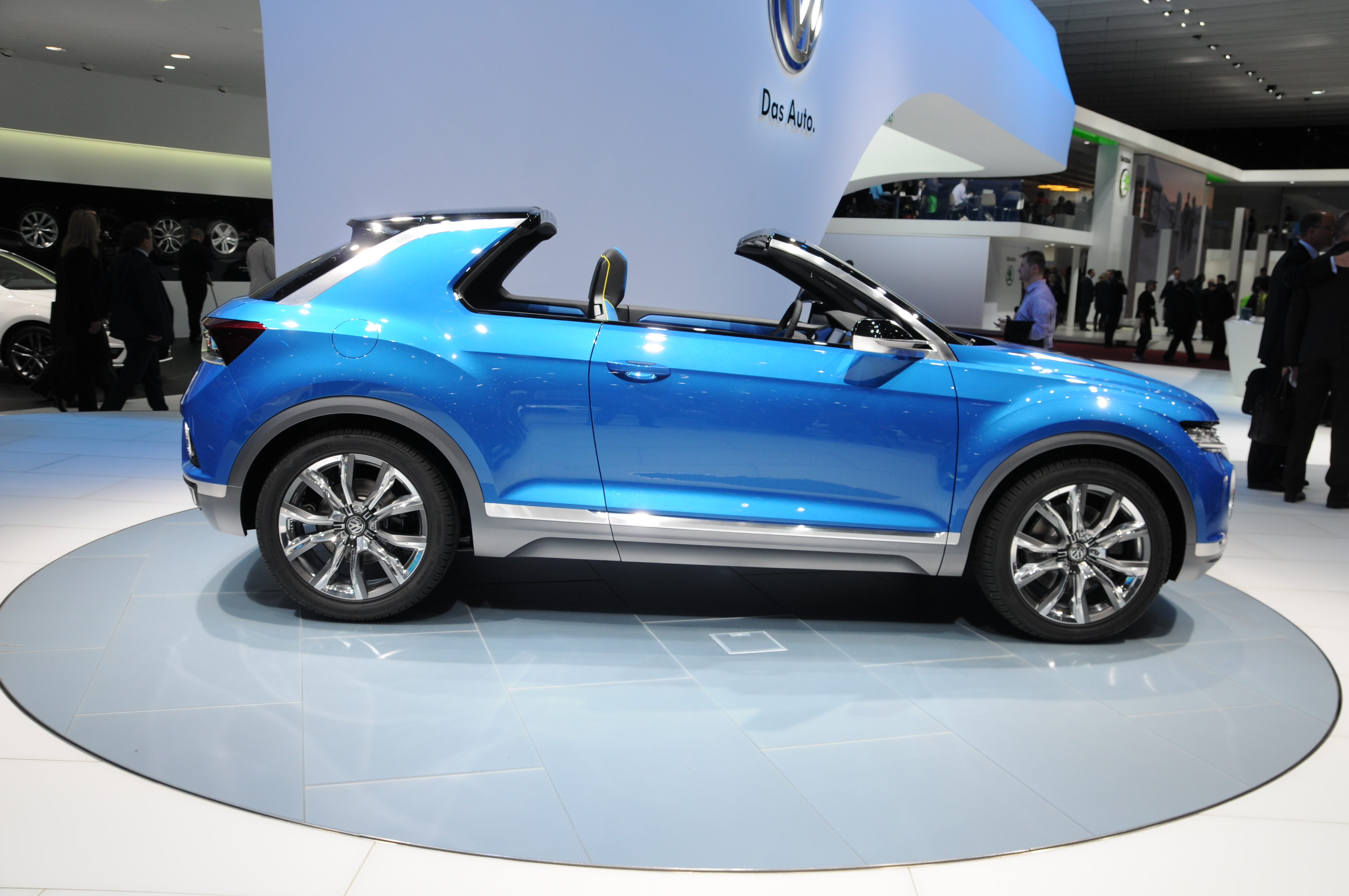
Bok pojazdu

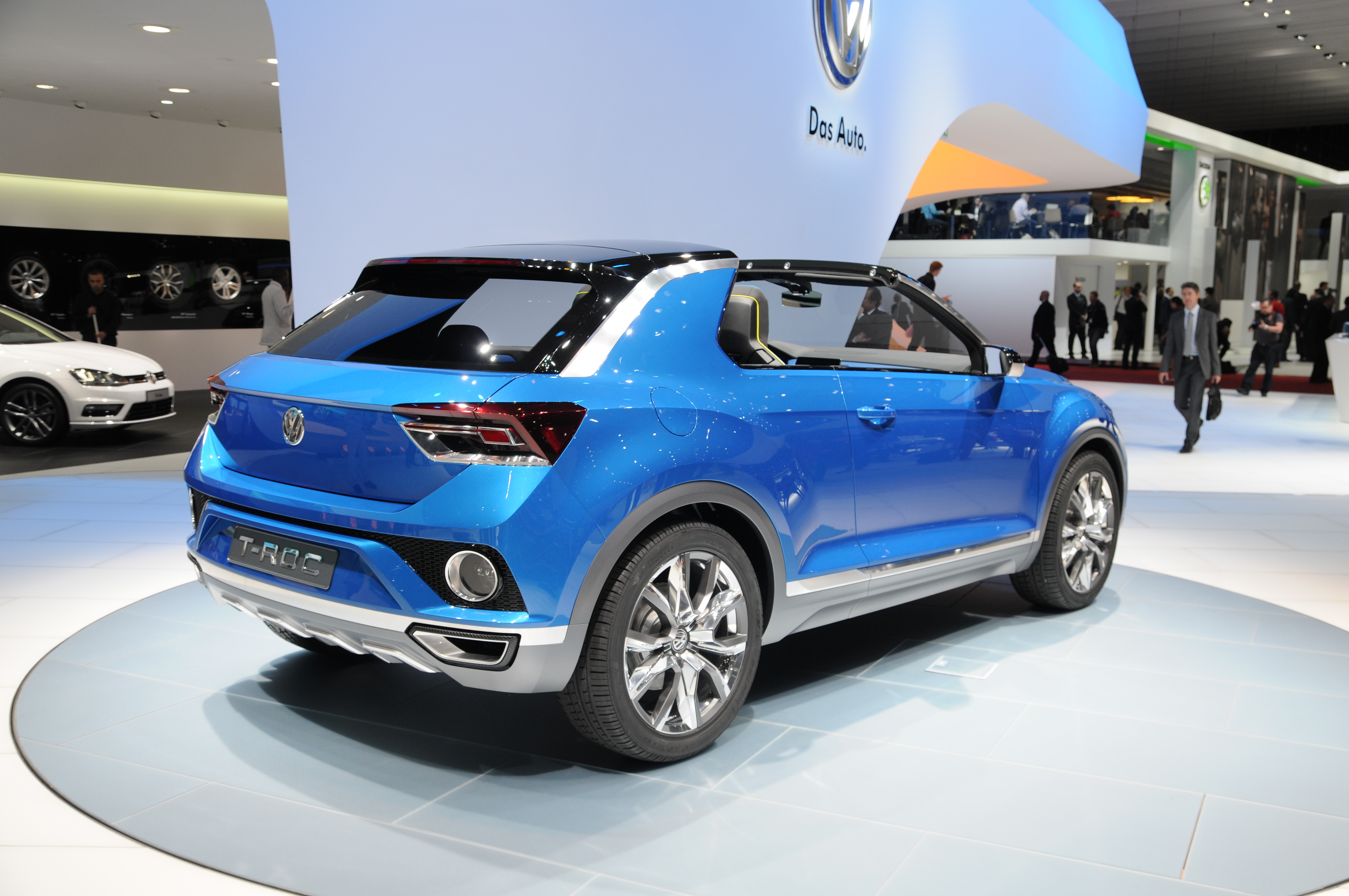
Tył pojazdu

Przód pojazdu charakteryzuje się trójwymiarową osłoną chłodnicy z dużymi otworami o kształcie plastra miodu, szeroką i wysoką na środku, zwężającą się ku bokom, która od góry odcięta jest czarną, błyszczącą listwą, po bokach ograniczoną diodowymi podwójnymi reflektorami w których umieszczono światła do jazdy dziennej, a niżej okrągłymi reflektorami, w których umieszczono na środku pas trzech diod świateł przeciwmgielnych, powyżej ledowe ruchome szperacze o nazwie Power-LED oraz pod paskiem diod przeciwmgielnych ruchome kamery przenoszące obraz na główny wyświetlacz w kabinie, którym jest 12,3 calowy tablet. Szperacze oraz kamery włączyć można jedynie w trybie Offroad. Z tyłu pojazdu zastosowano reflektory w technologii LED.
Czarny dach razem z przednią szybą, dużym spojlerem dachowym i tylną szybą, tworzą czarną linię obrysowującą sylwetki.
We wnętrzu auta zastosowano tylko cyfrowe wskaźniki, cyfrowe sterowanie klimatyzacją, skórzaną tapicerkę oraz składaną tylną kanapę. Pojazd posiada jedną parę drzwi, a na pokład zabrać może cztery osoby.
Pojazd został wyposażony w wiele ciekawych rozwiązań m.in. w dach typu targa składający się z dwóch zdejmowanych paneli, które można schować w bagażniku, a dzięki którym pojazd z typowego SUV-a można zrobić terenowym kabrioletem osadzonym na 19-calowych obręczach ze stopów metali lekkich z oponami o rozmiarze 245/45.
Samochód zasilany jest silnikiem wysokoprężnym o pojemności 2,0 l TDI o mocy 135 KM, a siła napędowa przenoszona jest na obie osie pojazdu za pośrednictwem układu Haldex piątej generacji, który wspomagany jest 7-biegową dwusprzęgłową półautomatyczną skrzynią biegów DSG. Kierowca ma do wyboru trzy tryby jazdy: Street (uliczny), Offroad (terenowy) oraz Snow (zimowy). W trybie Street napędzającym przednie koła pojazd spala 4,9 l oleju napędowego na 100 km. Tryb Offroad napędza obie osie pojazdu oraz uaktywnia pakiet elektronicznych systemów wspomagających (jazda pod górę, zjazd z wzniesienia, przednie i tylne kamery pokazujące obraz tuż przed i za autem), a tryb Snow napędzający obie osie pojazdu w proporcjach 50:50 załącza ABSplus (skraca drogę hamowania na luźnym podłożu), układy elektroniczne zabezpieczające przed poślizgiem i buksowaniem kół podczas ruszania i dodawania gazu.
Auto zostało pokryte lakierem Blue-Splash Metallic.

## Silnik

### Wysokoprężny
- Pojemność skokowa: 2.0 TDI
- Moc maksymalna: 135 KM
- Maksymalny moment obrotowy: 380 N·m od 1750 obr./min.
- Przyśpieszenie od 0 do 100 km/h: 6,9 s
- Prędkość maksymalna: 210 km/h
- Średnie spalanie: 4,9 l/100 km